# Cyrtoneurina scutellata
Cyrtoneurina scutellata är en tvåvingeart som först beskrevs av Johnson 1919.  Cyrtoneurina scutellata ingår i släktet Cyrtoneurina och familjen husflugor.
Artens utbredningsområde är Jamaica. Inga underarter finns listade i Catalogue of Life.